# 336 a. C.
El año 336 a. C. fue un año del calendario romano prejuliano. En el Imperio romano se conocía como el Año del Consulado de Craso y Duilio (o menos frecuentemente, año 418 Ab urbe condita).

## Acontecimientos
- Filipo II es asesinado mientras alista la invasión a Persia. Le sucede su hijo Alejandro, que está por completar sus veinte años.[1]
- Parmenión, general de Filipo II, cruza el Helesponto hacia el Asia Menor persa.
- Se inicia el reinado de Alejandro Magno.

## Fallecimientos
- Átalo, general macedonio (n. 390 a. C.)
- Bagoas, visir del imperio aqueménida, ejecutado por orden de Darío III.
- Filipo II de Macedonia, asesinado por un joven noble macedonio llamado Pausanias (n. 382 a. C.).